# Dargaud
La Dargaud è una casa editrice franco-belga specializzata nella pubblicazione di fumetti, fondata nel 1943 da Georges Dargaud.
Inizialmente la Dargaud pubblicava romanzi per donne. Nel 1948 è iniziata la pubblicazione di Line, una "rivista per donne eleganti", oltre che l'edizione in lingua francese della rivista belga Tintin.
Nel 1960, la Dargaud rilevò il settimanale Pilote da René Goscinny, Albert Uderzo e Jean-Michel Charlier, e lo stesso anno iniziò a pubblicare fumetti. Goscinny continuò ad essere redattore della rivista, mentre Charlier fu redattore per alcuni periodi.
Nel 1974 la Dargaud iniziò un processo di diversificazione, e Pilote divenne una rivista mensile, a cui furono affiancate altre due testate. Le due nuove riviste erano Lucky Luke Mensuel (una rivista di genere western) ed Achille Talon Magazine (di genere umoristico). Tuttavia, entrambe le riviste non furono in grado di attirare un numero sufficiente di lettori e furono chiuse nel giro di un anno. I fumetti di queste due riviste furono rilevati da Pilote.
Nel 1988 la Dargaud è stata rilevata dalla Média-Participations.

## Lista parziale dei titoli pubblicati da Dargaud
- Asterix - Albert Uderzo e René Goscinny
- Barbarossa - Jean-Michel Charlier, Victor Hubinon etc.
- Black Moon Chronicles - Olivier Ledroit e François Marcela-Froideval
- Blacksad - Juan Díaz Canales and Juanjo Guarnido
- Blake e Mortimer - Edgar Pierre Jacobs etc.
- Blueberry - Jean-Michel Charlier, Jean Giraud etc.
- Djinn - Jean Dufaux e Ana Mirallès
- Lucky Luke - Morris, René Goscinny etc.
- Philemon - Fred
- Silex and the city - Julien Berjeaut
- Tanguy e Laverdure - Jean-Michel Charlier, Albert Uderzo, Jijé etc.
- The Vagabond of Limbo - Christian Godard, Julio Ribera
- Valérian - Pierre Christin e Jean-Claude Mézières
- XIII - Jean van Hamme e William Vance